# Masterpieces (album Grave Digger)
Masterpieces – kompilacja najlepszych utworów heavymetalowej grupy Grave Digger. Wydana 18 listopada 2002 roku przez G.U.N. Records. Została wydana w wersji normalnej CD i w Digipacku jako płyta DVD-Plus, na której dodatkowo jest nagrany koncert na żywo z Wacken Open Air.

## Lista utworów
1. Rebellion (The Clans Are Marching) – 4:04
2. Heavy Metal Breakdown (Re-recorded) – 4:29
3. The Round Table (Forever) – 4:17
4. The Battle of Bannockburn – 4:21
5. Circle of Witches – 5:31
6. The Dark of the Sun – 4:32
7. Witch Hunter (Re-recorded) – 3:13
8. Symphony of Death – 4:26
9. Heart of Darkness – 11:56
10. Fight the Fight – 2:45
11. Lionheart – 4:34
12. Headbanging Man (Re-recorded) – 3:56
13. Excalibur – 4:43
14. Scotland United – 4:35
15. The Reaper – 5:43
16. The Ballad of Mary (Queen of Scots) – 4:59